# Daugava

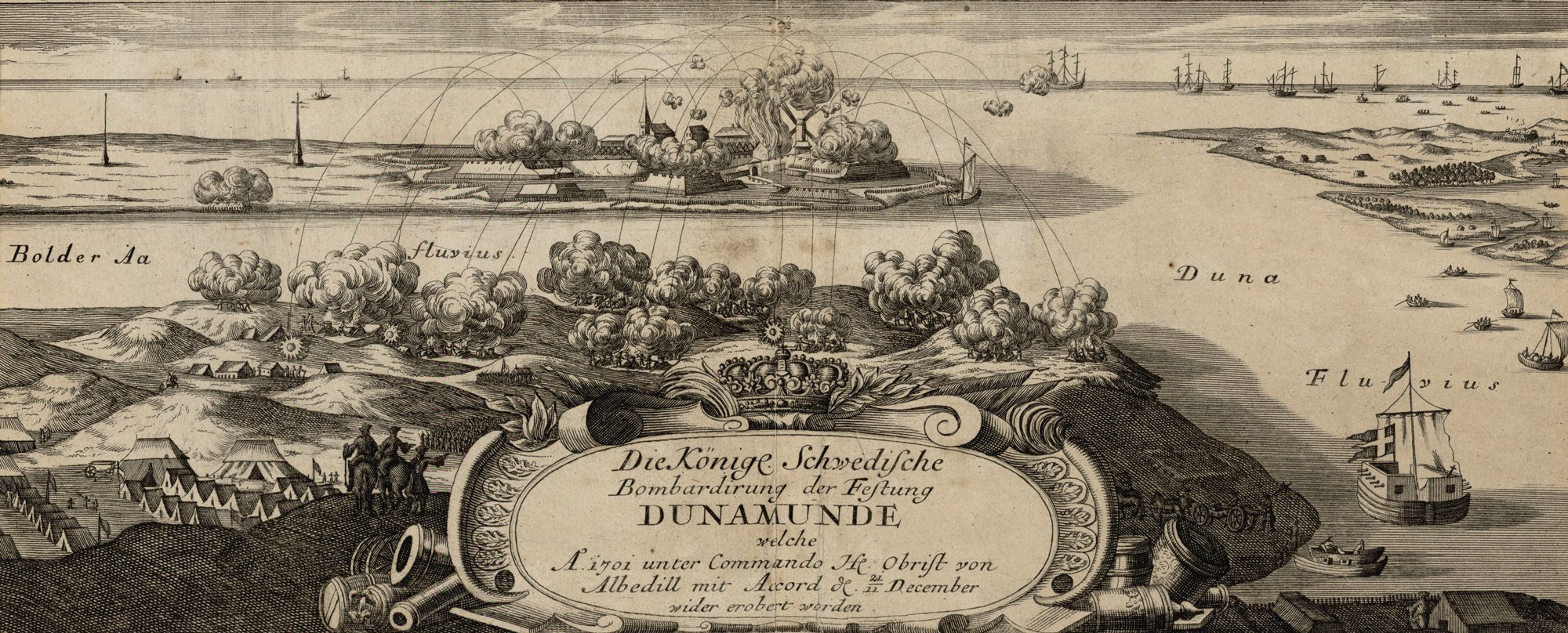
Quân đội Thụy Điển tấn công pháo đài Daugavgriva tại cửa sông Daugava.

Sông Tây Dvina hay Daugava (tiếng Nga: Западная Двина́, tiếng Belarus: Заходняя Дзвіна, tiếng Latvia: Daugava, tiếng Ba Lan: Dźwina, tiếng Đức: Düna) là một con sông bắt nguồn từ vùng đồi Valdai, Nga, chảy qua các quốc gia như Nga, Belarus, Latvia để đổ vào vịnh Riga, một nhánh của biển Baltic. Tổng chiều dài của con sông này là 1.020 km (633,7 dặm). Sau đó, sông chuyển hướng về phía tây bắc trước khi hòa mình vào Vịnh Riga trên Biển Baltic. Các nhánh sông như Mezha, Kasplya, Ula, và Dzisna đổ vào từ bên trái, trong khi Toropa, Drysa, Aiviekste (với nhánh Pededze của mình) và Ogre chảy vào từ bên phải.
Diện tích của lưu vực Tây Dvina rộng khoảng 34.000 dặm vuông (88.000 km vuông), với độ cao chủ yếu từ 300 đến 700 feet (100 đến 200 mét) so với mực nước biển - một đồng bằng nhấp nhô với nhiều đầm lầy và rừng. Lưu vực này cũng đặc trưng bởi hơn 5.000 hồ, đa phần là nhỏ. Các hồ lớn bao gồm Rezna và Lubana tại Latvia, Zhizhitsa ở thượng nguồn sông, Osveya và Drysvyaty tại phần giữa của lưu vực trên biên giới Belarus và Latvia, cùng với Lukoml tại phần cực nam.
Khí hậu ẩm ướt của lưu vực Tây Dvina có mùa hè ấm áp và mùa đông ôn hòa. Sông này chủ yếu nhận nước từ việc tan chảy tuyết, do đó, giống như nhiều con sông khác ở đồng bằng Đông Âu, trải qua mùa lũ mạnh vào mùa xuân. Nó cũng có khả năng gây lũ lụt sau những trận mưa lớn. Mùa xuân, mực nước có thể tăng từ 20 đến 35 feet (6 đến 11 mét) hoặc hơn tại nhiều địa điểm khác nhau. Lưu lượng trung bình của sông là khoảng 25.000 feet khối (700 mét khối) mỗi giây. Quá trình băng giá bắt đầu ở vùng thượng lưu vào cuối tháng 11 hoặc đầu tháng 12 và muộn hơn một chút ở phần giữa của lưu vực. Quá trình tan băng bắt đầu gần cửa sông vào khoảng cuối tháng 3 và ở thượng nguồn nước mở cửa vào khoảng giữa tháng 4.
Nó được nối bằng kênh đào với các sông Berezina và Dnieper.
Có ba đập thủy điện trên sông này - đó là Rīgas HES theo chiều dòng chảy thì ở ngay phía trên Riga hay 35 km từ cửa sông, Ķeguma HES cách đập đầu tiên 35 km hay 70 km từ cửa sông, và Pļaviņu HES cách đập thứ hai 37 km (ngược dòng) hay 107 km từ cửa sông. Đập thứ tư, Daugavpils HES, đã được lập kế hoạch nhưng bị chỉ trích mạnh. Belarus hiện tại có kế hoạch xây dựng một vài nhà máy thủy điện trên phần thuộc Belarus của sông Daugava.

### Các thành phố trên bờ sông
- Vitebsk, Belarus
- Vieliž, Belarus
- Polatsk, Belarus
- Daugavpils, Latvia
- Jēkabpils, Latvia
- Aizkraukle, Latvia
- Ogre, Latvia
- Salaspils, Latvia
- Riga, Latvia

### Các sông nhánh chính
- Pałata